# Ламбро
Ламбро (на италиански: Lambro) е река в Северна Италия, в Ломбардия. Ляв приток на река По. Дължина 130 км, площ на басейна 1950 км².
Извира от планините Сан Примо в провинция Комо, близо до езерото Комо.

## Галерия
- Ламбро в комуната Триуджо
- Ламбро в парка на град Милано